# Nicotinato deshidrogenasa (citocromo)
La nicotinato deshidrogenasa (citocromo) (EC 1.17.2.1, es una enzima que cataliza la siguiente reacción química:
Por lo tanto los tres sustratos de esta enzima son nicotinato, un citocromo oxidado, y agua, mientras que sus tres productos son 6-hidroxinicotinato, un citocromo reducido y iones hidrógeno.

## Clasificación
Esta enzima pertenece a la familia de las oxidorreductasas, más específicamente a la de aquellas oxidorreductasas que actúan sobre grupos CH y CH
2 como donantes de electrones y con un citocromo como aceptor.

## Nomenclatura
El nombre sistemático de esta clase de enzimas es nicotinato:citocromo 6-oxidorreductasa (hidroxilante). Otros nombres con los que se la menciona son ácido nicotínico hidroxilasa y nicotinato hidroxilasa.

## Estructura y función
Esta enzima de dos componentes aislada de Pseudomonas pertenece a la familia de las xantina deshidrogenasas, pero difiere de la mayoría de los restantes miembros de la familia en que, mientras la mayoría de los miembros contienen un FAD como cofactor; la subunidad mayor de esta enzima contiene tres citocromos c, permitiéndole interactuar con la cadena de transferencia de electrones; probablemente entregando electrones a una citocromo oxidasa. La subunidad menor contiene un MCD típico (molibdopterin citosina dinucleótido) como cofactor y dos centros [2Fe-2S].